# Butler County, Ohio
Butler County är ett administrativt område i delstaten Ohio, USA, med 368 130 invånare. Den administrativa huvudorten (county seat) är Hamilton.

## Geografi
Enligt United States Census Bureau har countyt en total area på 1 218 km². 1 210 km² av den arean är land och 8 km² är vatten.

### Angränsande countyn
- Preble County - nord
- Montgomery County - nordost
- Warren County - öst
- Hamilton County - syd
- Dearborn County, Indiana - sydväst
- Franklin County, Indiana - väst
- Union County, Indiana - nordväst

### Orter
- Beckett Ridge
- College Corner (delvis i Preble County)
- Darrtown
- Fairfield (delvis i Hamilton County)
- Four Bridges
- Hamilton (huvudort)
- Jacksonburg
- Middletown (delvis i Warren County)
- Millville
- Monroe (delvis i Warren County)
- New Miami
- Oxford
- Olde West Chester
- Ross
- Trenton
- Seven Mile
- Sharonville (delvis i Hamilton County)
- Somerville
- Wetherington
- Williamsdale